# The Mayfield Four
The Mayfield Four fue una banda de rock estadounidense formada por Myles Kennedy en Spokane, Washington en 1996. La banda publicó dos álbumes, Fallout y Second Skin,y un EP "Motion / Live: 9.17.97" antes de su separación en 2002.

## Historia
The Mayfield Four se formó en 1996 en Spokane, Washington, por cuatro amigos que compartían la pasión por la música y por actuar.Ellos fueron Myles Kennedy (cantante, guitarra  líder), Craig Johnson (guitarra rítmica) (ambos del grupo Citizen Swing), Marty Meisner (bajo), y Zia Uddin (batería). En el otoño de 1996,el grupo firmó un contrato con Epic Records gracias a la crítica de su aclamada demo llamada Thirty Two Point Five Hours que el grupo grabó a principios de ese año, seguida de una versión extendida toda en vivo llamada Motion en 1997.  el disco debut de The Mayfield Four, Fallout, fue acompañado con un tour de quince meses junto a bandas como Creed, Big Wreck, y Stabbing Westward. El disco fue alabado por la crítica, pero no tuvo el éxito esperado, y al final se convirtió en el único álbum del grupo junto al guitarrista rítmico Craig Johnson, quien fue despedido de la banda debido a razones no reveladas. En junio de 2001 lanzaron su segundo y último álbum,Second Skin. El disco recibió buenas críticas.
Aunque  populares, no consiguieron  la suficiente publicidad como para entrar en la corriente principal. En 2002, el futuro de la banda comenzó a mostrarse improbable. El grupo se tomó un descanso durante ese año y finalmente se separaron. Sin embargo, tres canciones inéditas aparecieron en una página de fanes en Myspace dedicado y aprobado por The Mayfield Four a principios de 2010, haciendo circular  rumores de una posible reunión de la banda. Sin embargo, cuando se le preguntó durante una entrevista, Kennedy desmintió los rumores.En 2013 el bajista  Marty Meisner subió cinco canciones inéditas de la banda en su cuenta de SoundCloud.
Los miembros de la banda han seguido colaborando con otros artistas y han sido miembros de otras bandas.La más destacada ha sido la participación de Kennedy junto a los miembros de Creed en el grupo Alter Bridge en donde es cantante y guitarra líder.También ha hecho varias colaboraciones con Slash.

## Miembros
- Myles Kennedy – Vocalista, guitarra líder (1996–2002)
- Craig Johnson – guitarra rítmica (1996–1999)
- Marty Meisner – bajo (1996–2002)
- Zia Uddin – batería (1996–2002)

Giras
- Alessandro Cortini –  guitarra rítmica, coros (2000–2002)

## Discografía
Álbumes de estudio
- Fallout (1998)
- Second Skin (2001)

Ep's
- Motion (1997)

Demos
- Thirty Two Point Five Hours (1996)

Sencillos
- 1998 Always
- 1998 Don't Walk Away
- 2001 Eden (Turn the Page) 37 US Hot Mainstream Rock Tracks
- 2001 Sick and Wrong